# Billy Gallo
Billy Gallo (* 7. November 1966 in New York City, New York) ist ein US-amerikanischer Schauspieler.

## Leben
Billy Gallo wuchs in Brooklyn auf und hat eine Schwester. Mit dem Film Saturday Night Fever begann seine Faszination für das Filmgeschäft. Als in seiner Wohngegend ein Film gedreht wurde, bat er den Regisseur um eine kleine Rolle, so kam er an seine ersten Statistenrolle. Danach wollte er Schauspieler werden.
1985 spielte Gallo seine erste größere Gastrolle in der Seifenoper California Clan. Danach folgten weitere Gastauftritte in verschiedenen Fernsehserien wie Chefarzt Dr. Westphall, Ein Colt für alle Fälle und Polizeirevier Hill Street. Bekannt wurde Gallo einem größeren Publikum durch eine kleine Rolle in Pretty Woman.
Danach hatte er drei Jahre lang eine wiederkehrende Nebenrolle in Wer ist hier der Boss?. Doch hauptsächlich tritt er immer wieder als Gastrollen in verschiedenen Fernsehserien auf. 
Er gründete die Produktionsfirma Brooklyn Bridge Productions und produzierte und spielte 2004 in dem Film The Kings of Brooklyn sowie 2014 Strike One und 2016 1st Strike.
Billy Gallo lebt in Los Angeles, Kalifornien zusammen mit seiner Frau und seinem Sohn.

## Filmografie (Auswahl)
- 1985: California Clan (Santa Barbara, Fernsehserie, Folgen 1.312–1.313)
- 1986: Chefarzt Dr. Westphall (St. Elsewhere, Folge 4x16)
- 1986: Hardcastle & McCormick (Fernsehserie, Folge 3x18)
- 1986: Ein Colt für alle Fälle (The Fall Guy, Fernsehserie, Folge 5x22)
- 1986–1987: Polizeirevier Hill Street (Hill Street Blues, Fernsehserie, Folgen 6x17, 7x11)
- 1987–1988: Second Chance (Fernsehserie, 21 Folgen)
- 1988: Harrys Nest (Empty Nest, Fernsehserie, Folge 1x10)
- 1988: Night of the Demons
- 1989: Wer ist hier der Boss? (Who’s the Boss?, Fernsehserie, 9 Folgen)
- 1990: Pretty Woman
- 1990: Alles Okay, Corky? (Life Goes On, Fernsehserie, Folgen 1x17, 1x19)
- 1992: True Facts
- 1994: Mord ist ihr Hobby (Murder, She Wrote, Fernsehserie, Folge 10x16)
- 1995: Eine schrecklich nette Familie (Married with Children, Fernsehserie, Folge 9x28)
- 1995: Die Liebe muß verrückt sein (Can't Hurry Love, Fernsehserie, Folge 1x11)
- 1996, 2000: New York Cops – NYPD Blue (NYPD Blue, Fernsehserie, Folgen 3x13, 7x02)
- 1997: Soldiers of Fortune
- 1997: JAG – Im Auftrag der Ehre (JAG, Fernsehserie, Folge 2x10)
- 1997: Mad Rex – Gegen das Gesetz (Against the Law)
- 1997–1998: Walker, Texas Ranger (Fernsehserie, Folgen 6x02, 6x24)
- 1997–1999: Die Schattenkrieger (Soldiers of Fortune, Inc., Fernsehserie, 4 Folgen)
- 1998: Diagnose: Mord (Diagnosis Murder, Fernsehserie, Folge 5x20)
- 1998: Fool’s Gold
- 1998: Clueless – Die Chaos-Clique (Clueless, Fernsehserie, Folge 3x09)
- 1999: Martial Law – Der Karate-Cop (Martial Law, Fernsehserie, Folge 1x14)
- 1999: V.I.P. – Die Bodyguards (V.I.P., Fernsehserie, Folge 1x20)
- 1999: Air America (Fernsehserie, Folge 1x20)
- 1999: Pacific Blue – Die Strandpolizei (Pacific Blue, Fernsehserie, Folge 5x02)
- 2004: Emergency Room –  Die Notaufnahme (ER, Fernsehserie, Folge 10x18)
- 2004: The Kings of Brooklyn
- 2004: L.A. Crash (Crash)
- 2005: Für alle Fälle Amy (Judging Amy, Fernsehserie, Folge 6x21)
- 2006: Streets of Philadelphia – Unter Verrätern (10th & Wolf)
- 2006: CSI: NY (Fernsehserie, Folge 2x22)
- 2006: Without a Trace – Spurlos verschwunden (Without a Trace, Fernsehserie, Folge 5x13)
- 2007: CSI: Miami (Fernsehserie, Folge 5x14)
- 2007: Have Love, Will Trave
- 2007: Cold Case – Kein Opfer ist je vergessen (Cold Case, Fernsehserie, Folge 4x18)
- 2011: Criminal Minds: Team Red (Fernsehserie, Folgen 1x12–1x13)
- 2014: Strike One
- 2015: Zeit der Sehnsucht (Days of Our Lives, Seifenoper, 12 Folgen)
- 2016: 1st Strike
- 2021–2023: Hollywood Dream Maker (Fernsehserie, 5 Folgen)
- 2023: General Hospital (Fernsehserie, 15 Folgen)